# ألان مكنيل
ألان مكنيل (بالإنجليزية: Alan McNeill)‏ (16 أغسطس 1945 في المملكة المتحدة - ) هو لاعب كرة قدم بريطاني في مركز الدفاع. لعب مع أولدهام أثلتيك وستوكبورت كونتي وماكليسفيلد تاون ونادي كروسيدرز ونادي ميدلزبره وهدرسفيلد تاون ونادي ويتون ألبيون.